# بول كاله
بول كاله (بالألمانية: Paul Kahle)‏ (1875 - 1964 م) هو مستشرق ألماني اختص بتحقيق النص العبري للكتاب المقدس.
ولد في بروسيا الشرقية ، و تلقى تعليمه في ماربورغ. هاجر إلى إنجلترا في ربيع 1939 م مع عائلته وعينه السير ألفرد تشيستر بيتي بمكتبته كي يقوم بفهرسة مجموعة مخطوطاته مقابل مرتب عيّنه له.

## آثاره
- «جنيزة القاهرة» The Cairo Geniza، وهي سلسلة محاضرات قدمها في الأكاديمية البريطانية عام 1941 م.
- ماسوريات من الشرق، عام 1913.[3]

## أولاده
نَظَمَ محمد تقي الدين الهلالي أولادَ أستاذه باول في قصيدة، فقال الهلالي:
وِلْيَمٌ ثم إوَزٌ بعده هبةُ الله وعيسى وَرَزين
همْ بنو الأقرع شيخُ العلم مَنْ قد غدا في الفضل كالبدر المبين.

## روابط خارجية
- بول كاله على موقع الموسوعة البريطانية (الإنجليزية)